# Mtskheta-Mtianeti
La Mtskheta-Mtianeti (en géorgien მცხეთა-მთიანეთი, phonétiquement mtskhéta-mtianéti) est une région administrative de la Géorgie moderne. Sa capitale est Mtskheta.
Elle a été amputée d'une partie de sa superficie par la sécession de l’Ossétie du Sud qui, pour la Géorgie et la grande majorité des pays de l'ONU, est une région autonome faisant partiellement partie de Mtskheta-Mtianeti.

## Géographie

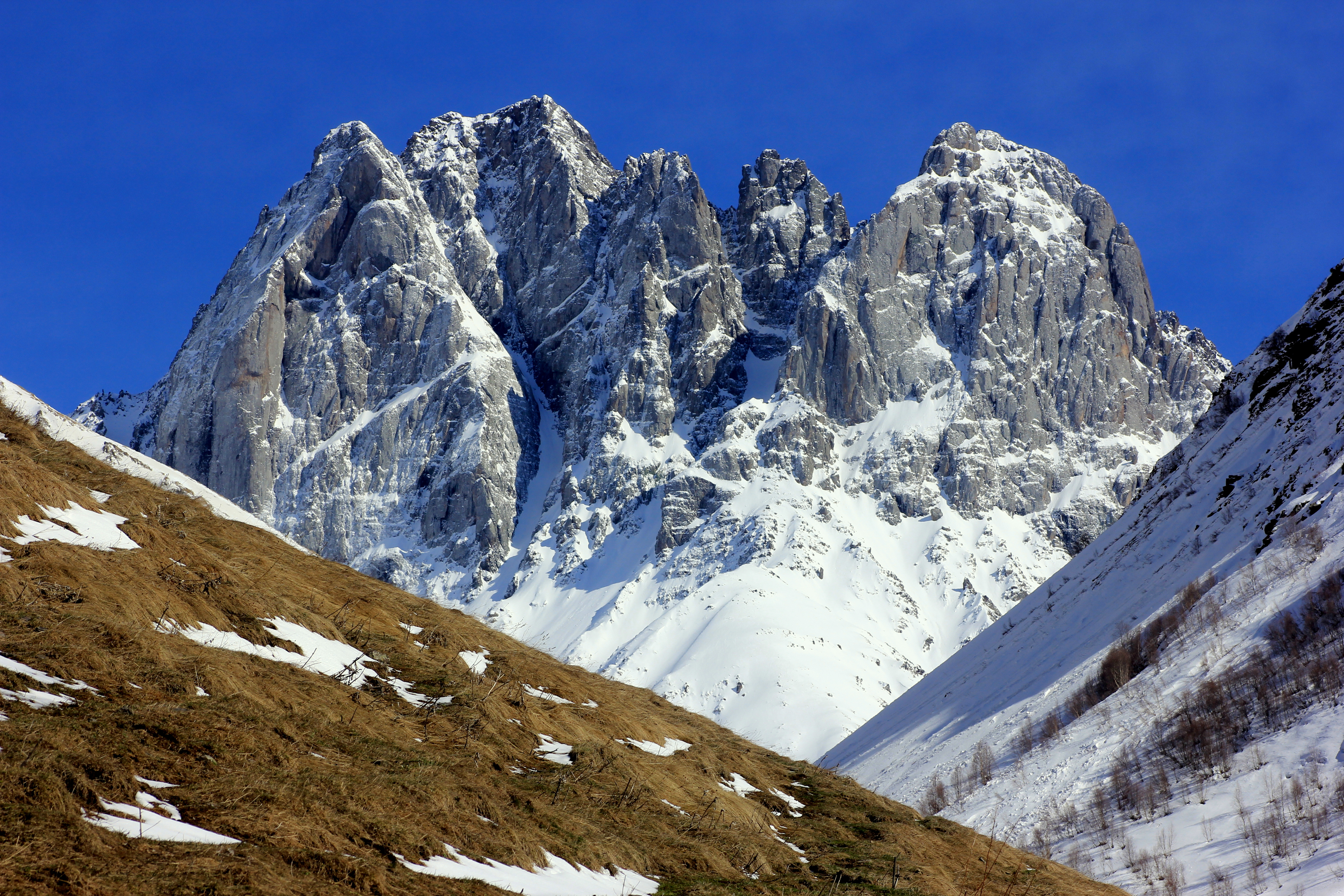
Massif Chauki dans le parc national Kazbeki dans Mtskheta-Mtianeti. Avril 2016.

La région est bordée au nord par la Russie, à l'est par la Kakhétie, au sud par la Basse Kartlie et Tbilissi,  et à l'ouest par la Kartlie intérieure (en partie amputée par la République autoproclamée d'Ossétie du Sud).

## Histoire
Cette région abritait l'ancienne capitale de l'Ibérie, Mtskheta, remplacée par Tbilissi.

## Démographie

### Évolution de la population (2011 à 2016)
Du 1er janvier 2011 au 1er janvier 2016, la population a diminué de 15 000 personnes. Si les surestimations administratives en sont une cause, la sous-estimation du phénomène de migration en est une autre : les mouvements de population des campagnes vers les villes (essentiellement Tbilissi) et des villes vers l'étranger se poursuivent.
| Année | Urbaine | Rurale | Totale  |
| 2011  | 26 700  | 82 600 | 109 300 |
| 2012  | 27 100  | 82 600 | 109 700 |
| 2013  | 26 900  | 82 000 | 108 900 |
| 2014  | 26 900  | 81 900 | 108 800 |
| 2015  | 21 200  | 73 300 | 94 500  |
| 2016  | 21 000  | 73 200 | 94 200  |

### Répartition des groupes ethniques (2014)
La région est majoritairement peuplée de Géorgiens, et minoritairement d'Ossètes, d'Azéris, de Russes et d'Arméniens en particulier.
| Groupe ethnique | Population | Population |
| --------------- | ---------- | ---------- |
| Géorgiens       | 89 343     | 94,47 %    |
| Azéris          | 2 316      | 2,45 %     |
| Ossètes         | 1 327      | 1,40 %     |
| Assyriens       | 709        | 0,75 %     |
| Arméniens       | 291        | 0,31 %     |
| Russes          | 252        | 0,27 %     |
| Ukrainiens      | 80         | 0,08 %     |
| Yézidis         | 61         | 0,06 %     |
| Grecs           | 55         | 0,06 %     |
| Autres          | 139        | 0,15 %     |
| Total           | 94 573     | 100 %      |

### Religions

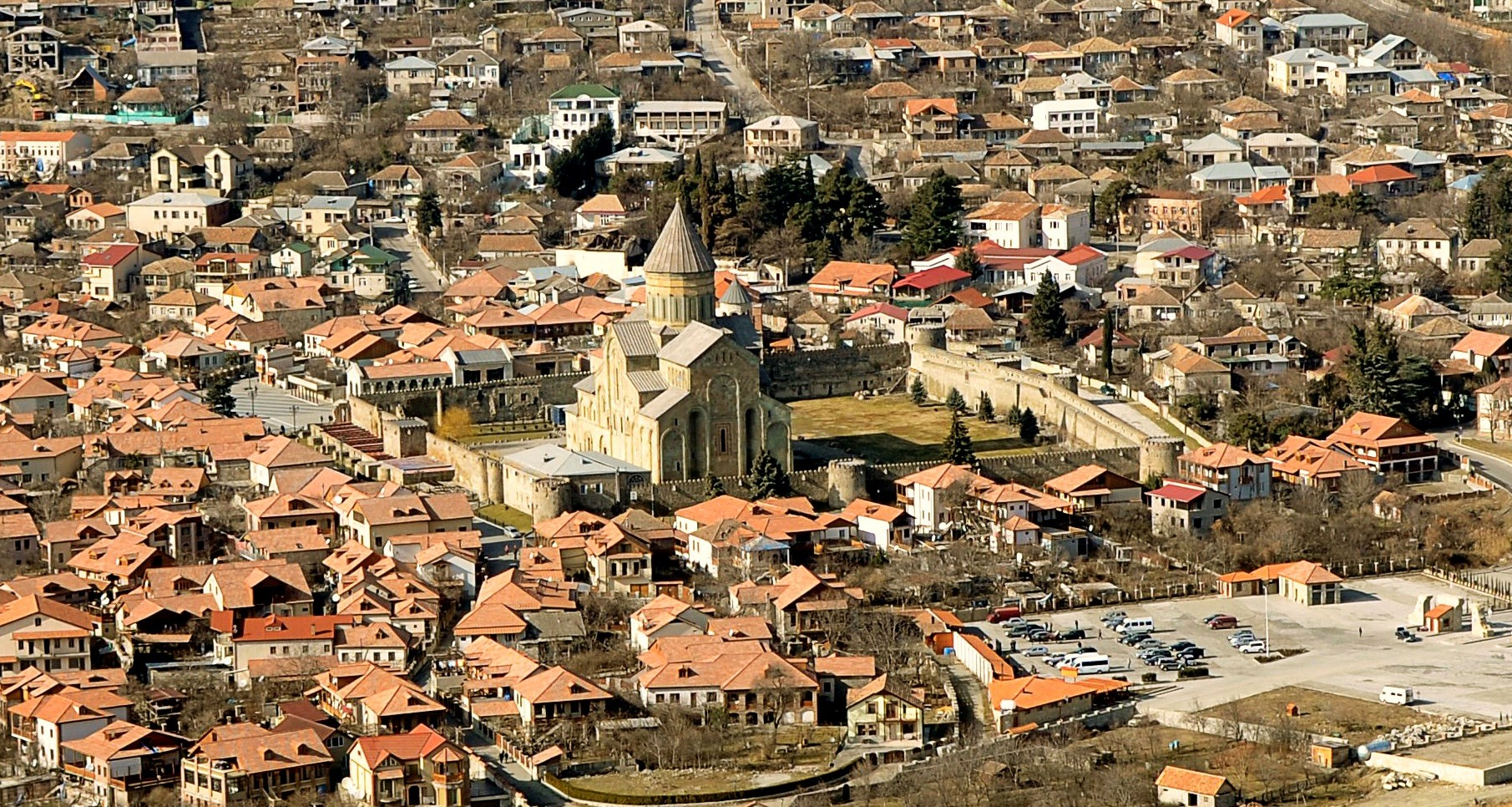
Cathédrale de Svetitskhoveli

La religion dominante est le christianisme orthodoxe géorgien, suivie de l'islam.
Mtskheta est le siège de l'Église orthodoxe géorgienne.

## Subdivisions administratives
Elle est composée de 5 districts

Districts de la région (en géorgien)

- Akhalgori, annexé par l'Ossétie du Sud et devenu le district de Leningor[Note 4],
- Doucheti,
- Mtskheta,
- Kazbegui,
- Tianeti.

## Sites d'intérêt touristique
- Mtskheta, à 15 km de Tbilissi, site Unesco en danger
  - monastère de Djvari,
  - monastère de Chio Mgvimé,
  - cathédrale de Svétiskhovéti,
  - musée archéologique,
  - église d'Antioche, église de Samtavano,
  - forteresse de  Bébris Tsikhé,
- via Tchoporti et Jinvali, et la Route militaire géorgienne :
  - Doucheti :  Lac Bazaleti et complexe touristique, église d'Ananouri,
  - monastère de montagne de Chio-Mghviné (grotte),
  - Ksani, rivière, ville et forteresse,
  - Stephantsminda, Église de la Trinité de Guerguéti